# Orde van Hoessein ibn Ali

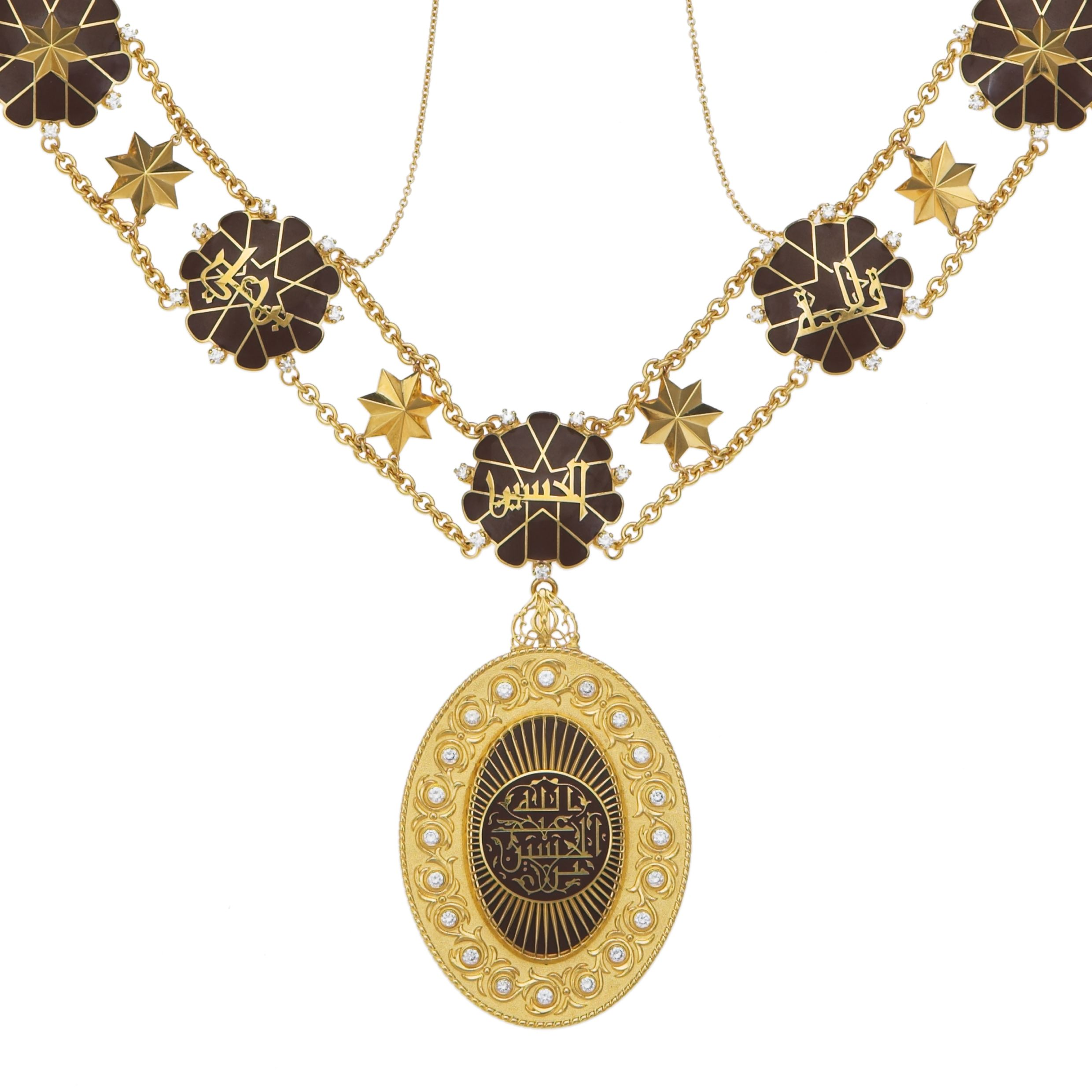
Wisam al-Hoessein ibn Ali

De Orde van Hoessein ibn Ali (Arabisch: "Wisam al-Hoessein ibn Ali") is de hoogste onderscheiding van het Hasjemitisch Koninkrijk Jordanië. De versierselen van deze ridderorde hebben de vorm van een keten met een daaraan hangend kleinood. De orde kent geen ster of lint en wordt alleen in de vorm van de keten aan staatshoofden, maar niet aan hun echtgenoten, toegekend.
Bij de dood van een drager moet de keten worden teruggegeven aan de Jordaanse koning.
Ed Haynes schrijft op zijn website over Jordaanse ridderorden dat de keten ook door afgezette en verdreven staatshoofden moet worden teruggestuurd.
De orde werd door Koning Abdoellah I op de 22e juni 1949, een maand voordat hij in Jeruzalem werd vermoord, gesticht ter nagedachtenis aan zijn vader de Koning van het koninkrijk Hedjaz en eerste koning van Transjordanië Hoessein ibn Ali. De iets meer dan een meter lange keten, de "Qiladat al-Hoessein ibn Ali" genoemd, wordt om de hals gedragen en bestaat uit zestien rood geëmailleerde schakels met ieder zeven diamanten die afgewisseld worden met zestien zevenhoekige schakels van platina. Op de eerste drie schakels staat (in het Arabisch) "Keten van Hoessein ibn Ali".
Het kleinood dat aan de keten wordt gedragen is een druppelvormig gouden medaillon met de naam van de koning Hoessein ibn Ali in sierlijke arabesken op een rood schild in het midden en twintig grote diamanten in platina rozen daaromheen.

Er is geen lint of ster en ook geen baton aan deze exclusieve Jordaanse ridderorde verbonden.
In 1967 werd ook een "Qiladet al-Hoessein ibn Ali", een Grootlint van de Orde van Hoessein ibn Ali  met bijbehorende ster, gesticht. Deze decoratie is voor de echtgenoten van de staatshoofden gereserveerd.

## Decorati
- Mohammed VI van Marokko, (Keten)